# Vääräkoski (fors i Finland)
Vääräkoski är en fors i Finland. Den ligger i Oulais i landskapet Norra Österbotten, i den centrala delen av landet, 500 km norr om huvudstaden Helsingfors. Vääräkoski ligger 57 meter över havet.
Terrängen runt Vääräkoski är mycket platt. Runt Vääräkoski är det ganska glesbefolkat, med 22 invånare per kvadratkilometer. Närmaste större samhälle är Oulais, 8,2 km öster om Vääräkoski. I omgivningarna runt Vääräkoski växer i huvudsak blandskog.